# Receptor 5-HT

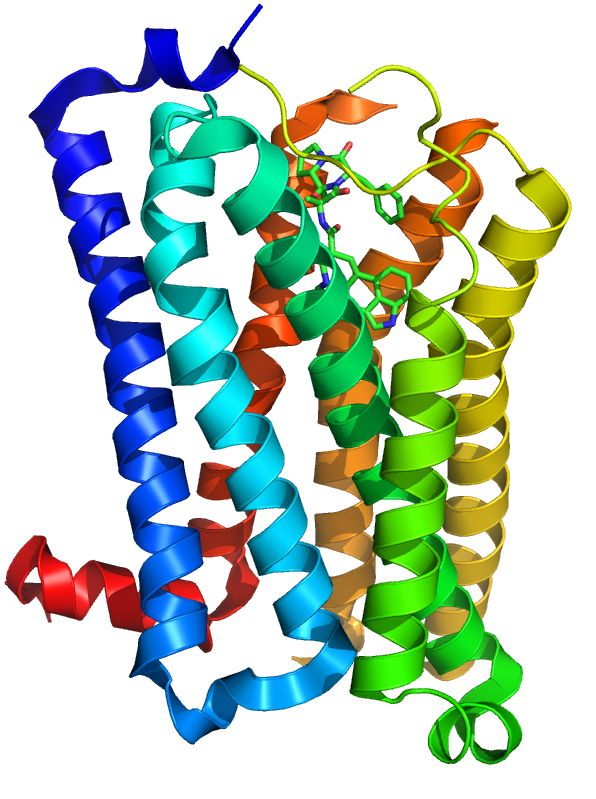
Estrutura cristalográfica do receptor receptor 5-HT_{1B}, como exemplo de um receptor metabotrópico de serotonina

No campo da neuroquímica, os receptores 5-HT são receptores para o neurotransmissor e mediador de sinais periféricos, serotonina, também conhecida como 5-hidroxitriptamina ou 5-HT. Os receptores 5-HT estão localizados na membrana celular de células nervosas o outros tipos celulares incluindo músculo liso em animais, e fazem a mediação dos efeitos da serotonina como ligando endógeno e de uma série de drogas farmacêuticas e halucinogénicas.
Os receptores 5-HT afectam a libertação e a actividade de outros neurotransmissores como o glutamato, a dopamina e o GABA
Os receptores 5-HT2A aumentam a actividade do glutamato em muitas áreas do cérebro, enquanto que outros receptores de serotonina têm o efeito de suprimirem o glutamato. A estimulação crescente dos receptores 5-HT parecem opor-se às ações terapêuticas de estimulação crescente de outros receptores de serotonina em tratamentos ansiolíticos e antidepressivos.

Serotonina